# Amilcare-Ponchielli-Denkmal

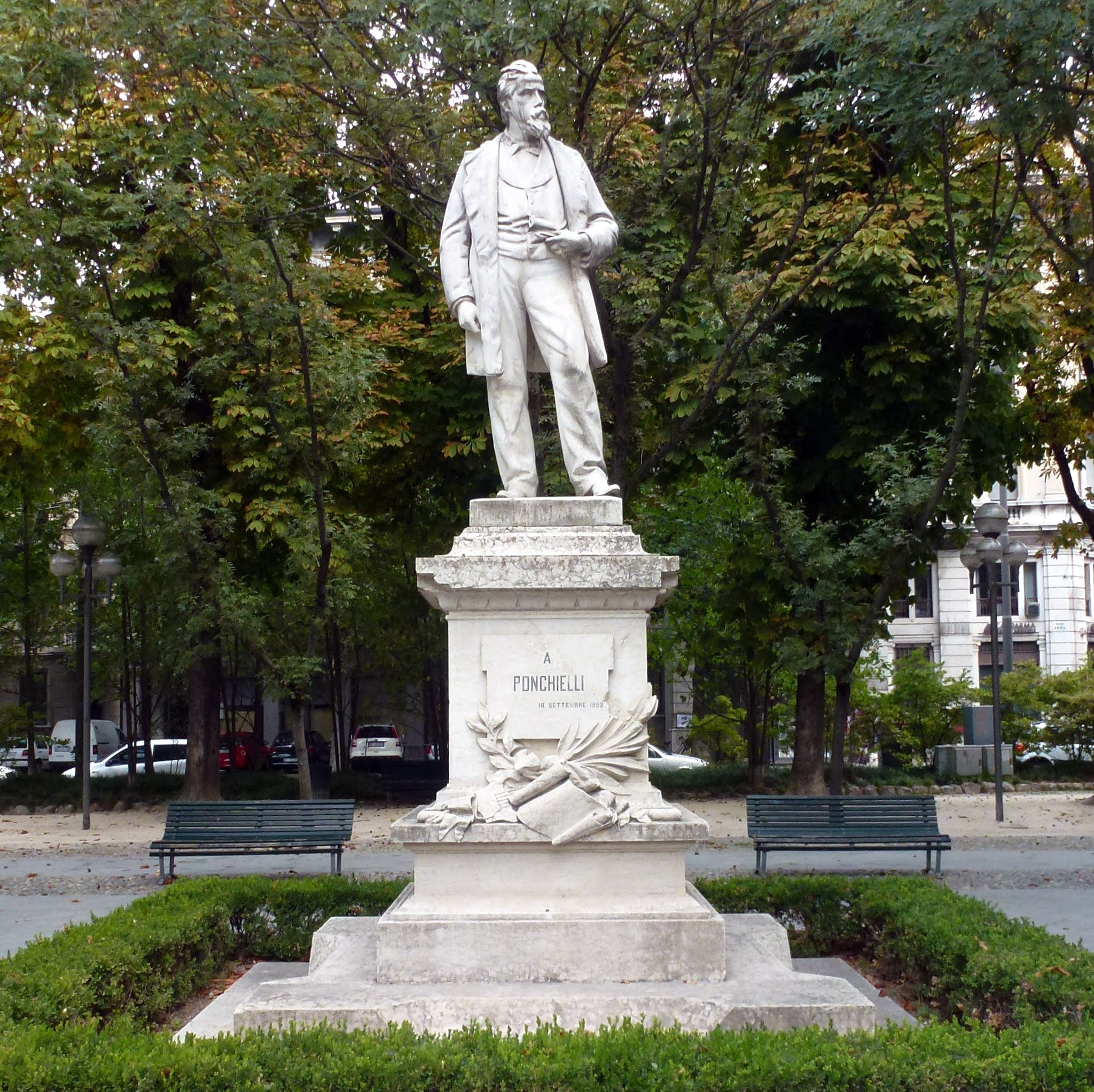
Amilcare-Ponchielli-Denkmal in Cremona

Das Amilcare-Ponchielli-Denkmal ist eine von dem Bildhauer Pietro Bordini hergestellte Marmorskulptur, die den italienischen Komponisten Amilcare Ponchielli (1834–1892) darstellt und die auf der Piazza Roma in Cremona in Italien steht.

## Geschichte
Sechs Jahre nach seinem Tod wurde dem in Cremona zeitweise als Organist und Kapellmeister wirkenden Ponchielli dort ein Denkmal gesetzt. Mit der Ausführung für eine Marmorskulptur wurde der italienische Bildhauer Pietro Bordini betraut. Das fertige Denkmal wurde am 18. September 1892 an der Ecke Corso Vittorio Emanuele II und Via Ala Ponzone enthüllt. Später wurde es auf die Piazza Roma umgesetzt.

## Beschreibung
Als Material für die überlebensgroße Skulptur wurde weißer Marmor verwendet. Ponchielli steht aufrecht und hat den linken Arm angewinkelt, der Blick schweift leicht versonnen nach links. Er ist mit einem Anzug mit Gehrock und Weste bekleidet. Der mehrstufige, hohe quadratische Steinsockel, auf dem die Skulptur steht, ist auf der Vorderseite mit seinem  Namen und dem Aufstellungsdatum versehen: A / PONCHIELLI / 18 SETTEMBRE 1892.
Unter der Gravur sind stuckartige botanische Ornamente sowie eine Notenrolle auf den Sockel aufgesetzt.